# 雪花
雪花（せっか、中・Xuehua：英・snowflakes）は、北京オリンピック・パラリンピックのテーマソングである。作者は、中央音楽学院作曲科教授の張帥。

## 背景
2021年3月、2022年北京オリンピック開会式の音楽監督を務める趙麟は、30人以上の作曲家を招き、楽曲制作を依頼した。観客に強い印象を残し、一定の人気を得られる作品にすべく、趙麟は総監督を務める張芸謀の考えを伝え、「一朵雪花」「人類命運共同体」「天下一家」という3つのキーワードを挙げた。音楽スタイルは、長い旋律とリズム感を重視したものとした。その後、40曲近くの候補曲が提出され、選考が行われた結果、同年10月に、中央音楽学院作曲科教授の張帥が作曲した「雪花」が選ばれ、テーマソングとして正式に決定した。「雪花」は、趙林が最初に受け取った候補曲であった。当初は男女の歌手によるデュエットの予定だったが、後に児童合唱に変更された。
オリンピック開会式では鳩の登場と聖火点火の時に、閉会式では聖火納火で歌われた。パラリンピックでは聖火納火後に歌われた。